# 膀胱碘泡虫
膀胱碘泡虫（学名：Myxobolus bladderia）为碘泡科碘泡虫属的动物。在中国，分布于湖北、四川、浙江、江西、武陵山地区等，营寄生生活，寄生在鲫的胆囊、鳔、肠、肾、体表、膀胱。